# Ilytheomyces elegans
Ilytheomyces elegans är en svampart som beskrevs av Thaxt. 1917. Ilytheomyces elegans ingår i släktet Ilytheomyces och familjen Laboulbeniaceae.   Inga underarter finns listade i Catalogue of Life.